# Красотки (фильм, 1961)
«Красотки» (Les Belles, кит. трад. 千嬌百媚, пиньинь qiān jiāo bǎi mèi) — гонконгский фильм 1961 года студии Shaw Brothers, музыкальная романтическая комедия под режиссурой и по сценарию Тао Циня с Линдой Линь Дай и Питером Чэнь Хо в главных ролях.

## Сюжет
Ланьлань и Мэймэй — ведущие актрисы одного из гонконгских ревю. Однажды девушки узнают, что труппа давно двигалась к банкротству; сбежавший хозяин коллектива оставляет им рекомендательное письмо для своей более удачливой конкурентки, заранее предупреждая о её крутом характере. Девушкам не составляет труда вновь устроиться на работу, однако они оказываются не совсем готовыми к порядкам в труппе, установленным госпожой Ма и свято соблюдаемым её сыном, менеджером, постановщиком и попутно ведущим мужским танцором труппы Ма Инем: все актёры и музыканты поселены в общежитии с достаточно жесткими и длительными репетициями и запретом (под угрозой увольнения) общения и, тем более, романов между женскими и мужскими исполнителями.
Пытаясь завязать какие-то отношения хотя бы «вне своих», Ланьлань отвечает (под псевдонимом) на газетное объявление о знакомстве. Завязывается переписка; Ланьлань и её партнёр по переписке основательно влюбляются друг в друга. Не зная, что это её же страдающий в окружении красивых женщин от одиночества начальник Ма Инь, в труппе девушка не скрывает своё недовольство жёсткими порядками, хотя и подчиняется им, и продолжает враждовать с руководителем, при этом неплохо вписываясь в коллектив и вскоре выбиваясь в примы.
Труппе выпадает возможность больших гастролей в Японии. Весь коллектив активно готовится, особая же ответственность лежит на молодом Ма, который не только придумывает номера декорации и прочее, но и вынужден в этот раз управляться со всеми подчинёнными без поддержки матери, отказавшейся от поездки под предлогом нездоровья. В преддверии поездки труппы на гастроли в Японию, партнёры по переписке хотят наконец встретиться, однако оба внезапно впадают в осторожность и посылают вперед своих друзей, чтобы окончательно оценить нового знакомого - и попадают в глупое положение, так как «эмиссары» сами влюбляются друг в друга (тоже чувствуя себя неудобно, но с радостью пользуясь согласием своих друзей не претендовать).
Постепенно маски спадают (впрочем, сначала и Инь, и Ланьлань уверены, что их собственные инкогнито остались в целости). Даже когда все становится понятно — оба влюблённых порядком упрямы, но в конце концов противоречия разрешаются.

## В ролях
| Актёр          | Роль                                       |
| -------------- | ------------------------------------------ |
| Линь Дай       | Ланьлань                                   |
| Фанни Фань Лай | Мэймэй                                     |
| Дин Нин        | Ли Жэ                                      |
| Гао Баошу      | глава ревю-труппы госпожа Ма               |
| Питер Чэнь Хо  | руководитель и ведущий танцор труппы Ма Ин |
| Мак Кэй        | саксофонист Сесе                           |

## Съёмочная группа
- Компания производства и исходного распространения: Shaw Brothers

(позже права на фильм в составе коллекции Shaw Brothers Film Library из 760 фильмов перешли Celestial Pictures)
- Продюсер: Шао Жэньмэй[англ.], Чжоу Дувэнь
- Режиссёр и сценарист: Тао Цинь[кит.]
- Режиссёрская группа: Вэнь Шилин, Мо Ланьши
- Композитор: Яо Минь[кит.]
- Грим: Фан Юэнь
- Оператор: Коу Симинь
- Звукозапись: Ван Юнхуа
- Редактор фильма: Цзян Синлун

- Формат фильма: Цветной, плёнка 35 мм Eastmancolor, формат Shawscope, 2,35:1 (первое применение формата)
- Продолжительность: 113 мин
- Язык фильма: китайский путунхуа; японский, английский (отдельные фразы в рамках общения в "японской" части фильма)
- Дата премьеры: 25 февраля 1961

## Дополнительные факты и художественные особенности
В фильме использовано около 20 музыкальных номеров с исполнением танцев в различных национальных стилях, от парижского канкана до китайской оперы и кхмерского ритуального танца. Постановка танцев и обучение актёров, по словам главной исполнительницы Линь Дай, заняли 8 месяцев c участием трёх инструкторов по хореографии.
Фильму принадлежат самые большие сборы прокатного сезона 1961 года в Гонконге и на Тайване.
Сюжет фильма неоднократно сравнивался с американской кинолентой 1940 года «Магазинчик за углом».

## Награды
8-й Азиатско-тихоокеанский кинофестиваль (1961)
- Лучшая женская роль — Линь Дай
- Лучшая арт-режиссура — Мо Ланьши
- Лучшая оригинальная музыка к фильму — Яо Минь
- Лучший монтаж — Цзян Синлун
- Лучший звук — Ван Юнхуа

1-й Тайбэйский кинофестиваль Golden Horse (1962)
- Лучшая режиссура — Тао Цинь
- Лучшая оригинальная музыка к фильму — Яо Минь